# نهائي كأس خادم الحرمين الشريفين 2018
نهائي كأس خادم الحرمين الشريفين 2018 هي المباراة النهائية لبطولة كأس خادم الحرمين الشريفين 2018، أقيمت في يوم 12 مايو 2018 على الجوهرة المشعة بمدينة جدة في السعودية بين الاتحاد ونادي الفيصلي.
وفاز بها الاتحاد بعد تغلبه على الفيصلي بنتيجة 3–1.

## الملعب
في يوم 24 مايو 2015 تم الإعلان عن ان مدينة الملك عبد الله الرياضية سوف تستضيف المباراة النهائية. وقد سبق ان استضافة مدينة الملك عبد الله الرياضية نهائي كأس خادم الحرمين الشريفين لعام 2014، 2015، 2016 و2017.
استاد مدينة الملك عبد الله الرياضية أو ملعب الجوهرة كما يسميه السعوديين شُيّد في 2012–2014، بتكلفة 560 مليون دولار أمريكي.

## عن الفريقين
| الفريق  | نهائيات سابقة (الخط العريض يشير لسنة الفوز)                                              |
| ------- | ---------------------------------------------------------------------------------------- |
| الفيصلي | لم يسبق أن لعب النهائي                                                                   |
| الاتحاد | 1958، 1959، 1960، 1963، 1964، 1967، 1979، 1982، 1986، 1988، 2008، 2009، 2010، 2011، 2013 |

## الطريق إلى النهائي
| الاتحاد | الاتحاد | الجولة      | الفيصلي  | الفيصلي |
| نتيجة   | المنافس | الجولة      | المنافس  | نتيجة   |
| 3–1     | الكوكب  | دور 32      | الوطني   | 2–3     |
| 2–1     | الاتفاق | دور 16      | النجوم   | 0–2     |
| 3–1     | الشباب  | ربع النهائي | القادسية | 2–3     |
| 6–2     | الباطن  | نصف النهائي | الأهلي   | 0–1     |

## تفاصيل المباراة
| الفيصلي          | 1–3 | الاتحاد                                                              |
| ---------------- | --- | -------------------------------------------------------------------- |
| سعيد الربيعي 92' |     | 45' عبد الرحمن الغامدي · 100' ربيع سفياني · 116' عبد العزيز العرياني |

|  |

| قواعد المباراة: - 90 دقيقة - يتم اللجوء إلى 30 دقيقة إضافية إذا انتهت الـ90 دقيقة بالتعادل - يتم اللجوء إلى ركلات الترجيح - يتم لعب ركلات مقسمة بين الفريقين بالتساوي على أنه إذا استمر التعادل يتم إضافة ركلة لكل فريق إلى أن تنتهي المباراة. |